# La Connaissance
La Connaissance est une œuvre de Paul Flury située à la Défense, en France.. C'est l'une des œuvres d'art de la Défense, en France.

## Description
L'œuvre est située dans le quartier du Faubourg de l'Arche. Elle est constituée de deux plaques de fonte de 5,50 m de haut et de 3 tonnes, peintes en bleu et rouge vif, dont les extrémités représentent des mains stylisées qui se rejoignent.
Paul Flury a invité 80 élèves de l'École supérieure de fonderie et de forge à apposer leur nom et un bref message sur le moule de sable qui a servi à la construction de la sculpture.

## Historique
L'œuvre est installée en 2003.